# ایگور استلنوف
ایگور استلنوف (انگلیسی: Igor Stelnov; ۱۲ فوریهٔ ۱۹۶۳ – ۲۴ مارس ۲۰۰۹) بازیکن هاکی روی یخ اهل اتحاد جماهیر شوروی سوسیالیستی بود.